# Jacob J. Hinlopen (1582-1629)

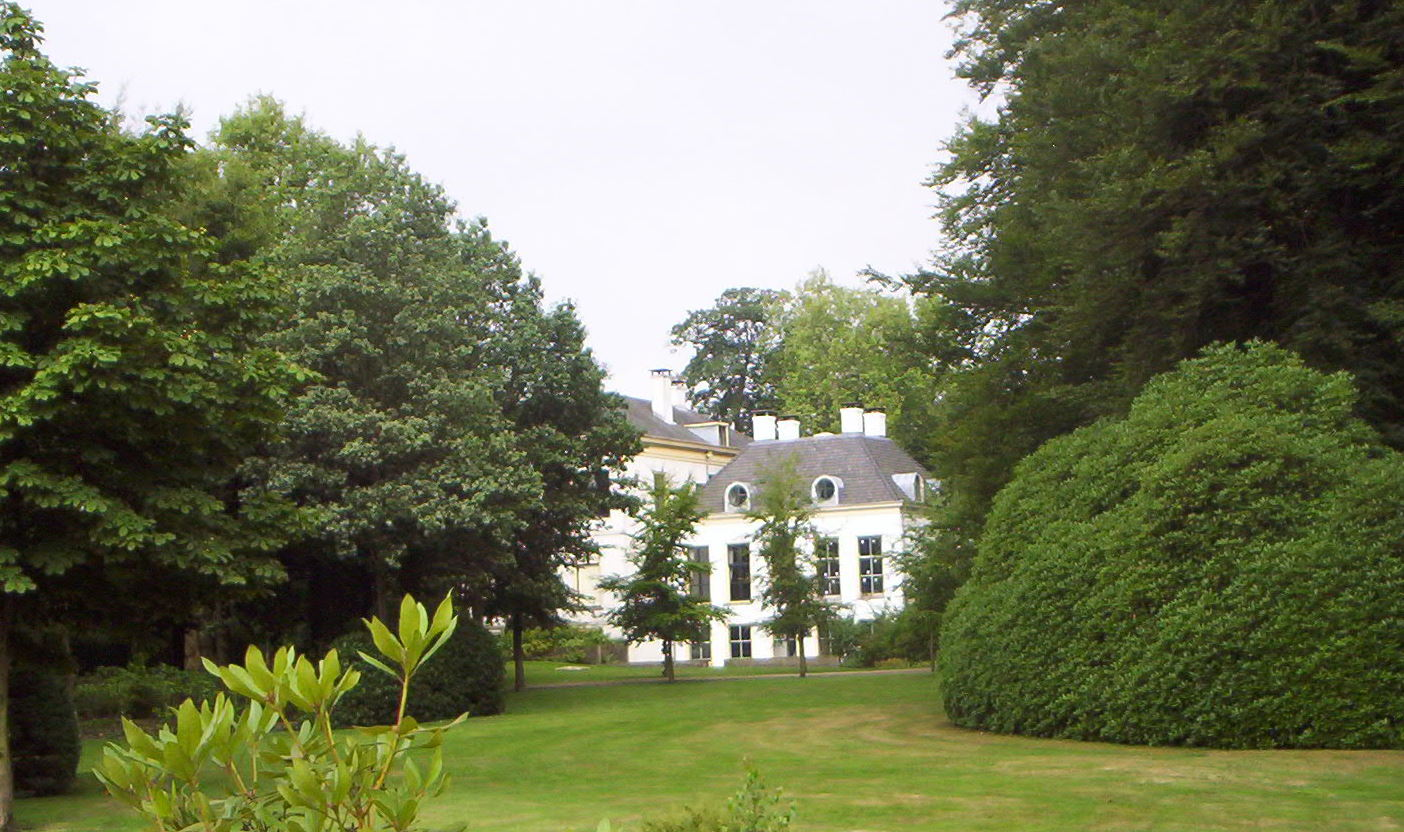
Landgoed Pijnenburg, ontworpen door Philip Vingboons (1647) tussen Soest, Baarn en Lage Vuursche

Jacob Jacobsz Hinlopen (1582 – 11 september 1629) was een koopman en schepen. Hij handelde in laken en Oost-Indische waren en was medeoprichter van de VOC in Enkhuizen. Hij was een van de reders van het schip de Maeght van Enkhuizen dat in juni 1602 uitvoer en deelnam aan de vloot onder Wybrand van Warwijck en maart 1604 weer terug was, beladen met peper.

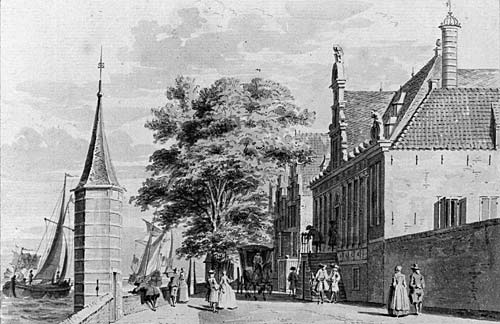
Het Oostindisch huis in Enkhuizen door Cornelis Pronk (1729)

In 1602 was Warwijck admiraal van een vloot van veertien schepen en een jacht. Sebald de Weert was als vice-admiraal al eerder uitgevaren, namelijk op 13 maart. De vloot was uitgerust door een combinatie van bewindhebbers, waaronder Jacob J. Hinlopen en Isaac le Maire en nadat alle onafhankelijke compagnieën in Nederland waren gefuseerd tot de Vereenigde Oostindische Compagnie. Het besluit was bij de eerste vergadering van de Heren XVII in april 1602 gevallen, maar de inleg voor participanten schijnt al op 20 mei 1601 te zijn geopend geweest. Er werd 1,7 miljoen ingelegd en namen van de participanten die deelnamen in de kamers: Amsterdam, Zeeland en Enkhuizen zijn volledig bekend. De onderneming had een dubbel doel: zich op voor de handel gunstige plaatsen te vestigen en zo veel mogelijk door roof of koop verkregen waren naar het vaderland te brengen. Dit betekende tevens: zo veel mogelijk afbreuk doen aan de macht en de handel van de Portugezen.
Jacob was de tweede zoon van Jacob J. Hinlopen. Hij trouwde in 1618 met Sara de Wael en werd lid van de vroedschap van Amsterdam. Uit dit huwelijk werden de broers Jacob (1621-1679) en Jan (1626-1666) geboren. Als remonstrantsgezinde steunde Jacob Vondel, die een gedicht bij zijn huwelijk had geschreven. Het echtpaar bewoonde Herengracht 130 dat hij had verkregen uit het faillissement van zijn zwager Jacques Nicquet.
Zijn dochter Catalina of Lijntje (13 augustus 1619-16 februari 1678) trouwde in 1642 met Michiel Popta; Sara (11 oktober 1623-9 april 1658), de andere dochter trouwde in 1646 Hendrick Reael, Pietersz (-1656). Zijn zoon Frans (12 juni 1629-18 mei 1656) overleed in zijn rijtuig op weg van Naarden naar Amsterdam, zonder een woord te zeggen.
Na de dood van Sara de Wael, eigenares van een brouwerij op de Keizersgracht, niet ver van de Rode Hoed, erfden de beide zonen het door Philips Vingboons ontworpen en tussen Baarn en Soest gelegen buiten Pijnenburg. Het voorvaderlijk huis, de lakenwinkel "Hinlopen" op Nieuwendijk 155, en de lakenhandel in de Warmoesstraat werden verkocht. 